# Olesicampe genalis
Olesicampe genalis là một loài tò vò trong họ Ichneumonidae.